# Pachtusovöarna

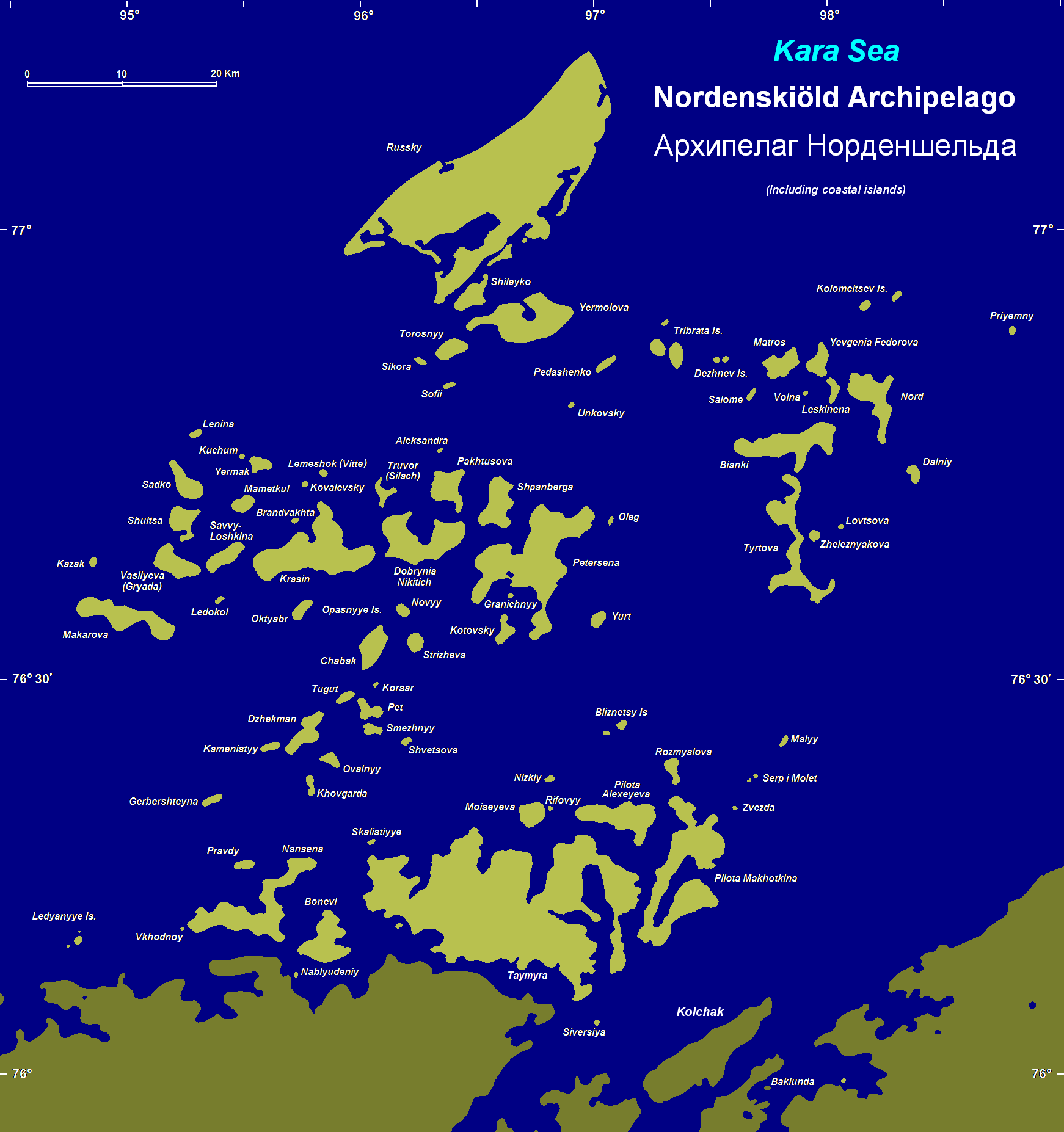
Nordenskiöldöarna

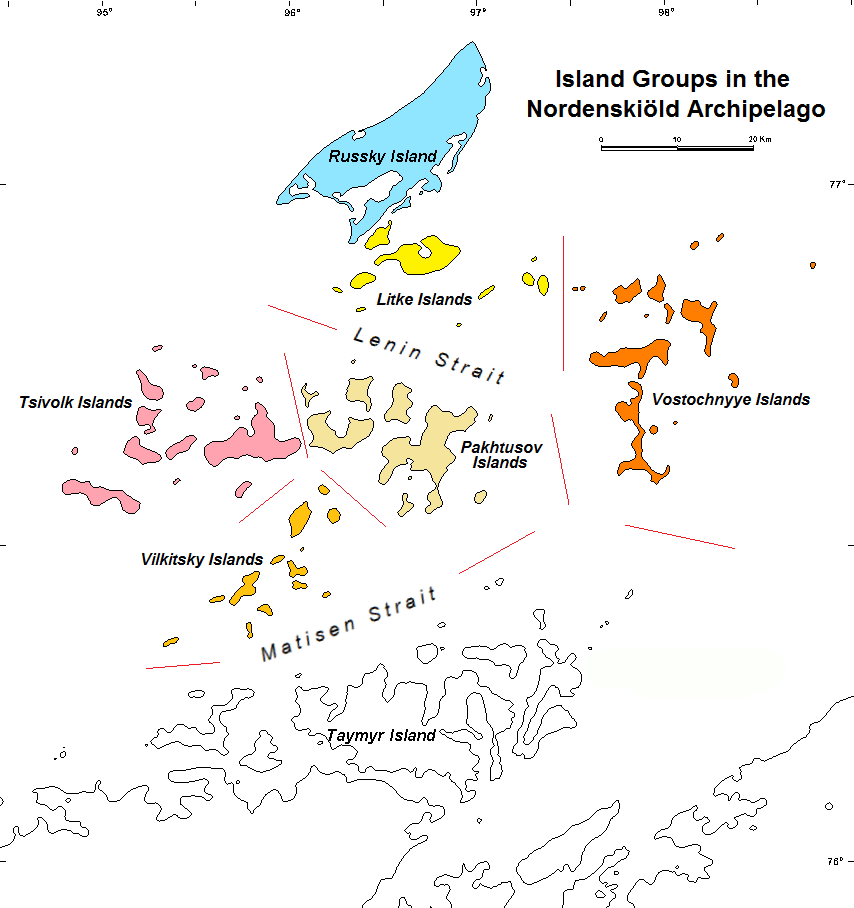
Områdeskarta

Pachtusovöarna (ryska: острова Пахтусова, Ostrova Pachtusova) är en ögrupp bland Nordenskiöldöarna i Norra ishavet.

## Geografi
Pachtusovöarna ligger cirka 3 300 km nordöst om Moskva utanför Sibiriens nordöstra kust vid Tajmyrhalvön i Karahavet och cirka 200 km söder om Severnaja Zemlja. Huvudön Petersenöns geografiska koordinater är 76°37′25″N 96°07′57″Ö / 76.62361°N 96.13250°Ö
Öarna ligger i den mellersta delen av arkipelagen. De obebodda öarna är av vulkaniskt ursprung och ögruppen omfattar ca 14 öar av varierande storlekar. Öarnas vegetation består av småträd och låga växter då den ligger inom tundran. Den högsta höjden är cirka 77 m ö.h. och finns på huvudön.
De största öarna är:
- Petersenön (остров Петерсена, Ostrov Petersena), huvudön i den östra delen av området

- Dobrynja Nikititjön (остров Добрыня Никитич, Ostrov Dobrynja Nikititj) i den västra delen

- Sjpanbergön (остров Шпанберга, Ostrov Sjpanberga) i den norra delen

- Pachtusovön (остров Пахтусова Ostrov Pachtusova) i den norra delen

- Truvorön (остров Трувор Ostrov Truvor) i den västra delen

- Kotovskijön (остров Котовского, Ostrov Kotovskogo) i den södra delen

Förvaltningsmässigt ingår området i den ryska provinsen Krasnojarsk kraj.

## Historia
Pachtusovöarna namngavs efter ryske polarforskaren Pjotr Kuzmitj Pachtusov.
Nordenskiöldöarna upptäcktes 1740 av ryske sjöofficerarna Nikifor Tjekin och Semjon Tjeljuskin under en stor forskningsexpedition åren 1733 till 1743 genom den östra delen av sibiriska ishavskusten under Vitus Bering.
I september 1878 seglade svenske Adolf Erik Nordenskiöld igenom området under Vegaexpeditionen med fartyget Vega.
1893 utforskades öarna lite av norske Fridtjof Nansen under dennes expedition i området med fartyget Fram.
1900 utforskades och kartlades området av ryske Fjodor Andrejevitj Matisen under den stora ryska polarexpeditionen i ledning av balttyske upptäcktsresande Eduard Toll och Alexander Bunge med fartyget Zarja.
Under 1900-talet genomfördes även flera forskningsresor med hjälp av isbrytare i området.
Den 11 maj 1993 inrättades det 41 692 km² stora naturreservatet Bolsjoj Arktitjeskij gosudarstvennyj prirodnyj zapovednik (Stora arktiska naturreservatet) där hela Nordenskiöldöarna ingår.